# Kirsti Hurme
Kirsti Hurme (22 de julio de 1916 – 3 de agosto de 1988) fue una actriz y cantante finlandesa. 

## Biografía

### Inicios
Su nombre completo era Kirsti Kaarina Hurme, y nació en Turku, Finlandia, siendo su padre Jussi Hurme, director de un teatro amateur, afición que compartía con su esposa. La familia tenía diez hijos, y llevaba una vida modesta. Kirsti acudió un breve tiempo a una escuela de economía, aunque finalmente, junto a su hermana mayor, Aune, decidió dedicarse al teatro. En sus comienzos actuaciones para clubes y cantaba en coros, ingresando con el tiempo en el Kaupunginteatteri de Turku.

### Carrera teatral
Kirsti Hurme inició su carrera actuando en el Kaupunginteatteri de Turku como sustituta de la actriz Emma Väänänen en la opereta Sodoma ja Gomorra. Hurme tuvo tanto éxito que fue contratada como actriz permanente del dicho teatro. Inmediatamente le llegaron los papeles destacados, como el de Maija en Pohjalaisia y el principal en Viktorian husaarissa. Hurme actuó también en el Teatteri Tarmo, un teatro de aficionados, dirigida por su padre. Además, durante la Guerra de continuación la actriz participó en giras por el frente para entretener a las tropas.
Tras la guerra, Hurme fue prima donna en el teatro de revistas Punainen Mylly, en Helsinki. Allí trabajó en las operetas Akseli taivaan portilla, Aina vain Amor y Permantopaikka, así como en las revistas Kummitusta janottaa y Se pyörii sittenkin. En la obra teatral Jääkärin morsian, Hurme hizo el papel de Sonja Strand. Además, fue cantante de cabaret en el restaurante Fennia de la capital, y fue conocida su interpretación en la revista Verta ja rommia de una canción titulada ”Shanghai-Lil”. Otras canciones de fama de su repertorio fueron ”Mexicana”, parte de la pieza Aina vain Amor que más tarde grabó Olavi Virta, y ”Hesan hurme”, de la revista Eloisia elukoita.

### Cine
El guionista Turo Kartto descubrió a Hurme tras verla actuar en el Kaupunginteatteri de Turku. Kartto habló de la actriz al director Valentin Vaala, que en un principio no estaba convencido de su valía, aunque más adelante cambió de opinión y trabajó con ella en seis películas. Su carrera en el cine se inició en 1937 con la producción de Kalle Kaarna Tukkijoella. Dos años más tarde actuó bajo la dirección de Teuvo Tulio en Unelma karjamajalla. En este caso la crítica, y en especial la del diario Uusi Suomi, fue muy entusiasta con el trabajo de la actriz.
Tras la Guerra de invierno, Hurme abandonó el trabajo teatral y fue contratada por la productora Suomi-Filmi. En febrero de 1941 se estrenó Antreas ja syntinen Jolanda, dirigida por Vaala, con un papel que también recibió el elogio de la crítica. En el otoño de 1941 se estrenó la farsa militar Ryhmy ja Romppainen, con una recepción crítica desigual.
En 1943 estrenó Jees ja just, con buen resultado de público, Keinumorsian y Tositarkoituksella. Rodó en 1946 la película de Toivo Särkkä Nuoruus sumussa, así como la que quizás supone la cima de su carrera en el cine, Loviisa – Niskavuoren nuori emäntä, dirigida por Vaala sobre un texto de Hella Wuolijoki. La cinta se estrenó en la Navidad de ese año, y después estuvo alejada del cine un par de años, hasta que en enero de 1949 estrenó Pontevat pommaripojat. También en 1949, hizo un papel de reparto en Kanavan laidalla. En la década de 1950 la carrera cinematográfica de Hurme prácticamente llegó a su fin. Aceptó trabajar en algunas películas por el deseo de volver a coincidir con sus antiguos compañeros. Así, en 1956 actuó en la comedia de Vaala Yhteinen vaimomme y en el melodrama dirigido por Tulio Olet mennyt minun vereeni.

### Vida privada
Kirsti Hurme se casó con su colega Kunto Karapää en 1944. Permanecieron juntos seis años, y tuvieron una hija, Sini. Mientras actuaba en el restaurante Fennia, Hurme conoció al empresario Leo Martin, con el que se casó en el otoño de 1951. Tuvieron un hijo, Kai.
Tras retirarse del mundo del espectáculo, Kirsti Hurme trabajó como secretaria en la empresa de su esposo hasta los años 1970. Falleció en Helsinki en 1988, a los 72 años de edad.

## Filmografía
- 1937 : Tukkijoella
- 1939 : Vihtori ja Klaara
- 1940 : Unelma karjamajalla
- 1940 : Poikani pääkonsuli
- 1940 : Jumalan myrsky
- 1941 : Ryhmy ja Romppainen
- 1941 : Antreas ja syntinen Jolanda
- 1943 : Keinumorsian
- 1943 : Tositarkoituksella
- 1943 : Jees ja just
- 1946 : Nuoruus sumussa
- 1946 : Loviisa – Niskavuoren nuori emäntä
- 1949 : Pontevat pommaripojat
- 1949 : Kanavan laidalla
- 1956 : Yhteinen vaimomme
- 1956 : Olet mennyt minun vereeni